# موسیقی قطر
موسیقی قطر بر پایه ترانه، رقص و شعر عامیانهٔ دریا شکل گرفته‌است. رقص‌های سنتی در دوحه در بعد از ظهرهای روز جمعه اجرا می‌شوند؛ یکی از این رقص‌ها رقص عرضه بوده که یک رقص رزمی سبْک‌دار شده‌است و توسط دو ردیف از رقصنده‌هایی که توسط صفی از سازهای کوبه‌ای نظیر الرس، (طبل بزرگی که پوست روی آن با آتش گرم می‌شود)، دایره زنگی، سنج‌ها و درام‌های کوچک همراهی می‌شوند، اجرا می‌شود. دیگر سازهای محلی شامل بربط، ربابه، که هر دو سازهای زهی هستند، و همچنین نی می‌شوند.

## موسیقی محلی مردانه

### موسیقی دریا

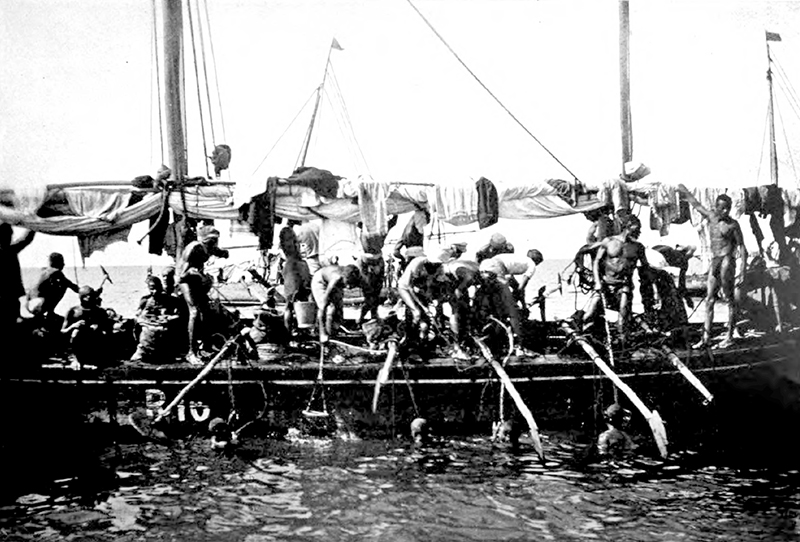
شیرجه برای صید مروارید در خلیج فارس

ترانه‌های کاری مرتبط با دریا، متناوب‌ترین نوع از موسیقی محلی هستند، به‌خصوص ترانه‌های مربوط به صید مروارید. هر ترانه، که از نظر ضرب‌آهنگ متنوع بوده‌است، فعالیت متفاوتی در سفرهای صید مروارید را رواید می‌کرد که شامل بازکردن بادبان‌ها، شیرجه زدن، و پارو زدن می‌شدند. آوازخوانی جمعی بخشی جدایی‌ناپذیر از هر سفر صید مروارید بوده و هر کشتی دارای یک خوانندهٔ معین بود که به‌طور محلی با نام النَهَم شناخته می‌شد. آوازخوانی علاوه بر اینکه جهت فراهم کردن سرگرمی برای خدمه در زمان استراحت انجام می‌گرفت، برای تشویق خدمه به سخت کار کردن در طول سفر مرواریدگیری نیز استفاده می‌شد.

### رقص
عرضه، که یک رقص محلی است، امروزه نیز همچنان در قطر اجرا می‌شود. این رقص توسط دو ردیف از مردانی که در جهت مخالف یکدیگر قرار گرفته‌اند و هر یک ممکن است در حال گرداندن یک شمشیر باشند اجرا شده و بوسیلهٔ سازهای کوبه‌ای و شعر دکلمه‌ای همراهی می‌شود.
دو نوع اصلی رقص عرضه کشورهای اطراف خلیج فارس، عرضه زمینی (عرضه بریه) و عرضه دریایی (عرضه بحری) هستند. رقص عرضهٔ قطری ترکیبی از این دو نوع است. در بعضی اجراها مردان پوشاک مخصوص رقص عرضه زمینی را به تن کرده و در تشکیلاتی ساحلی با پشتیبانی گروه نوازندگان سازهای کوبه‌ای به سبک دریایی به اجرای رقص می‌پردازند.

## موسیقی محلی زنانه
زنان عمدتاً ترانه‌های کاری مرتبط با فعالیت‌های روزمره مانند آسیاب گندم و آشپزی را می‌خواندند. این ترانه‌ها به‌صورت جمعی توسط گروه‌های کوچک خوانده می‌شدند و از نظر صراحت کلام متنوع بودند. برخی وابسته به مضمون‌های عمومی بودند، در حالی که سایر آن‌ها به فرایندهای خاصی مربوط می‌شدند.
زنان همچنین در زمانی که کشتی‌های صید مروارید در دیدرس قرار می‌گرفتند نیز ممکن بود آواز بخوانند. پس از آنکه یک کشتی دیده می‌شد، آن‌ها در ساحل گرد هم می‌آمدند و در آنجا دست می‌زدند و ترانه‌هایی را دربارهٔ سختی‌های شیرجهٔ مروارید می‌خواندند.

### رقص
اجراهای عمومی توسط زنان تنها در دو مناسبت سالانه انجام می‌گرفت. نخستین آن‌ها المراده بود که در آن زنان و دخترانی از تمامی سطح‌های اجتماعی در یک منطقهٔ خلوت گرد هم می‌آمدند و در آنجا آواز می‌خواندند و با لباس‌های گلدوزی‌شده می‌رقصیدند. این عمل معمولاً در هفته‌های منتهی به عید فطر و عید قربان انجام می‌شد. این رسم یکی از محبوب‌ترین آداب موسیقایی در میان زنان قطری در دهه‌های گذشته بود. هر اجرای مراده با دعایی برای محمد آغاز می‌شد. پس از این، زنان رهبران و بزرگان طایفه‌ای را ستایش می‌کردند، و هر نظم شعر را پیش از معرفی نظم بعدی دو بار تکرار می‌کردند. این رقص توسط دو ردیف از زنانی که مقابل هم قرار می‌گرفتند و رهبران آواز در انتهای ردیف‌ها اجرا می‌شد که یک مستطیل سه‌سویه را تشکیل می‌دادند. در رقص مراده، تمامی زنان در هر ردیف بدن‌های خود را تاب می‌دادند و در حالی که دست‌هایشان را در هم تنیده بودند، بازوهای خود را به بالا و پایین حرکت می‌دادند. هرچند که این رسم همچنان در بعضی مواقع در پایان عروسی‌ها انجام می‌شود، اما در طول دههٔ ۱۹۵۰ این سنت در بیشتر مناطق قطر رها شد. تلاش‌هایی از سوی وزارت فرهنگ قطر جهت سر و سامان دادن مجدد به این رسم در جامعهٔ قطری صورت گرفته‌است.
دومین مناسبت برای آوازخوانی گروهی عمومی، که با نام الآشوری شناخته می‌شود، منحصراً در عروسی‌ها اجرا می‌شد. دو ساز اصلی در طول اجراهای این رقص مورد استفاده قرار می‌گرفتند: الدف، که نوعی تمبورین بود، و الطبل که یک ساز کوبه‌ای طویل بود. از آنجا که ترانه‌های آشوری دارای مضمون شادمانی برای عروسی که در حال انجام است هستند، این ترانه‌ها از نظر موضوعی سرزنده هستند. متن ترانه‌ها از نظام نبطی، که نوعی از شعر عربی است مشتق شده‌اند به‌طور کلی در طبیعت خود دارای حس همزیستی هستند. رقص آشوری امروزه نیز هنوز در برخی سطوح اجتماع مردم قطر اجرا می‌شود.

## سازهای محلی

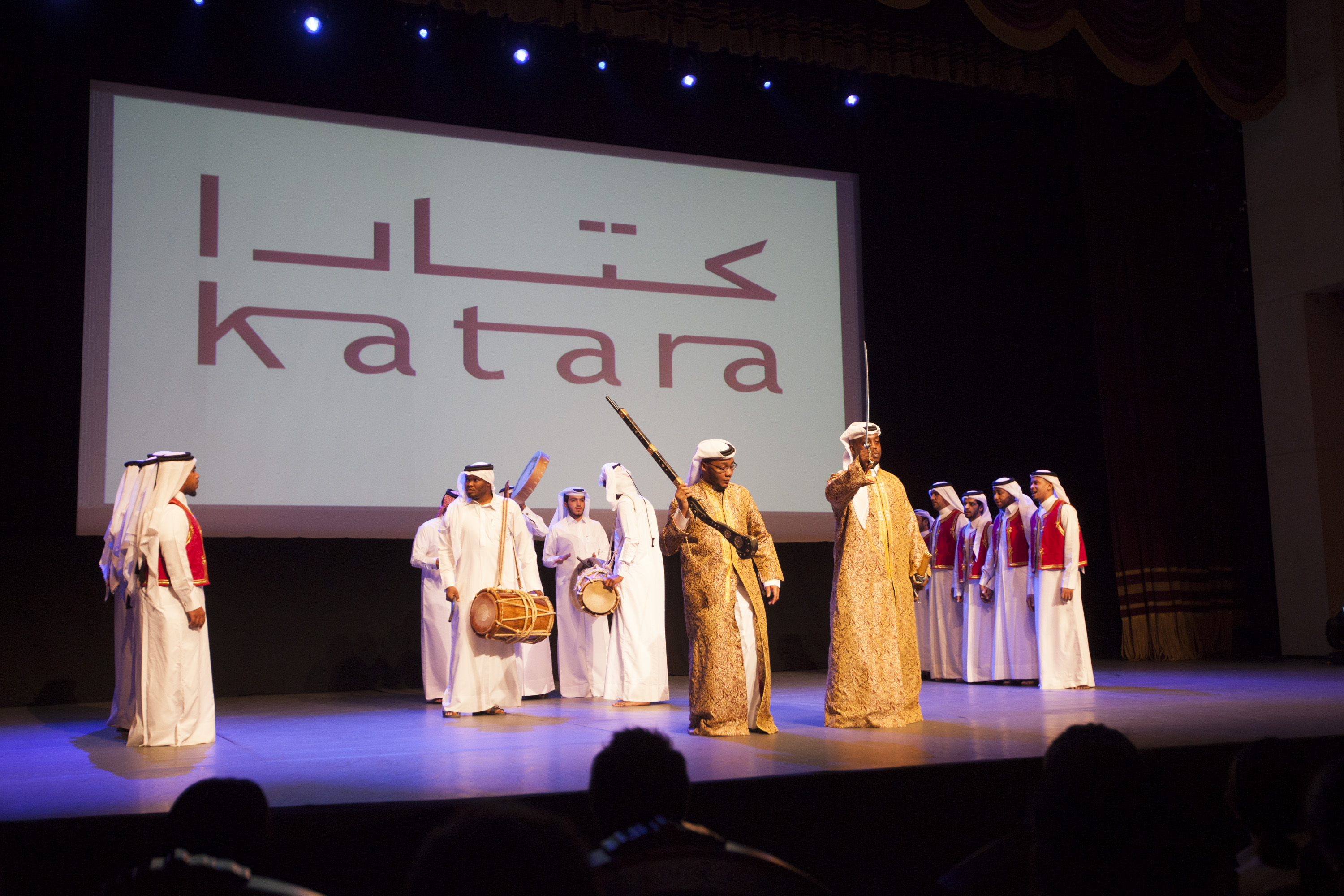
مردان نوازندهٔ سنتی قطری

سازهای کوبه‌ای دارای بیشترین محبوبیت در موسیقی محلی قطری هستند. گله که یک کوزهٔ گلی بلند است، عموماً توسط ماهیگیران صیاد مروارید به‌عنوان یک ساز موسیقی مورد استفاده قرار می‌گرفت. لیوان‌های حلبی نوشیدنی که با نام توس یا تسات شناخته می‌شدند نیز معمولاً در ترکیب با طبل، که یک ساز کوبه‌ای بلند بود و بواسطهٔ ضربه زدن با یک چوب نواخته می‌شد، استفاده می‌شدند.

## موسیقی معاصر
هنرمندان موسیقی محلی در قطر با موانع زیادی نظیر نبود آگاهی، قیمت بالای استودیوهای ضبط و کمبود کارگزاران روبرو هستند.

### مؤسسه‌های موسیقی
وزارت اطلاعات قطر در اوت ۱۹۸۰ یک سازمان تابعه را جهت خدمت در قالب یک آکادمی موسیقی ایجاد کرد و آن را با نام «مؤسسه» مورد اشاره قرار داد. دولت قطر ساختمانی برای این آکادمی فراهم کرد و کلاس‌های آن از ۱ اکتبر ۱۹۸۰ با ظرفیت اولیهٔ ۲۰ موسیقی‌دان مشتاق آغاز شد.
بنیاد قطر مسئول راه‌اندازی آکادمی موسیقی قطر در دهکدهٔ فرهنگی کتارا در ژانویه ۲۰۱۱ بود. اگرچه نقطهٔ کانونی اصلی این آکادمی فراهم کردن امکان تحصیل در زمینهٔ موسیقی برای کودکان و نوجوانان ۵ تا ۱۸ سال است، اما در قالب برنامهٔ «موسیقی برای همه» امکان تحصیل موسیقی را برای افرادی که در این رده‌های سنی قرار ندارند نیز فراهم می‌کند.

### ارکستر فیلارمونیک قطر
ارکستر فیلارمونیک قطر در سال ۲۰۰۷ در بهشت بنیاد قطر با بودجهٔ اولیهٔ ۱۴ میلیون دلار تشکیل شد.

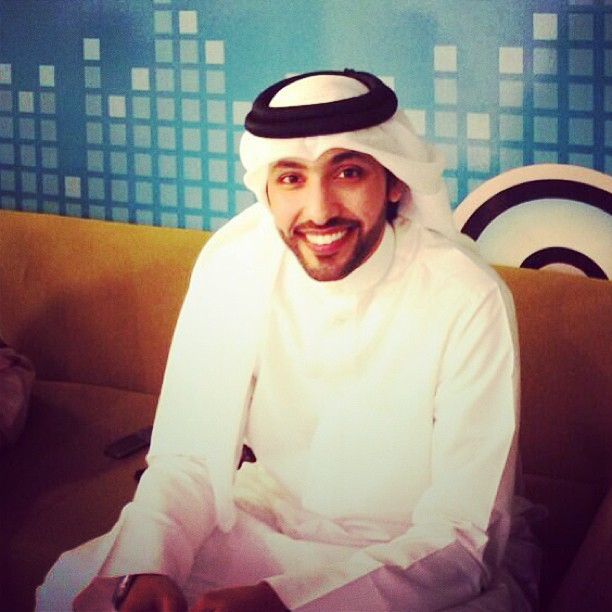
فهاد الکبیسی، خوانندهٔ قطری

### شرکت‌های ضبط
نخستین شرکت ضبط و نشر قطری با نام دی‌ان‌ای رکوردز در ژانویه ۲۰۱۵ توسط دانا الفردان تأسیس شد.

### موسیقی عربی/خلیجی
بسیاری از خوانندگان معاصر قطری سبکی از موسیقی را اجرا می‌کنند که عموماً با نام موسیقی خلیجی شناخته می‌شود. هنرمندان قابل اشاره در این سبک شامل فهاد الکبیسی (نخستین خوانندهٔ اهل کشورهای عربی خلیج فارس بود که برای دریافت جایزه گرمی نامزد شد)، اسا الکبیسی، علی عبدالستار، و بادر الرئیس می‌شوند.

### متال/راک
ناصر مستریحی که خواننده-ترانه‌سرا و نوازندهٔ چندین ساز متولد قطر با اصالت اردنی-پاکستانی است، نخستین موسیقی‌دان قطری سبک راک/متال بود که موفق شد آلبومی را خارج از قطر منتشر کند. او همچنین عضوی از نخستین و تنها گروه موسیقی متال قطر با نام لژیونرهای آزگارد بود.